# Pseudocolopteryx acutipennis
Pseudocolopteryx acutipennis е вид птица от семейство Tyrannidae.

## Разпространение
Видът е разпространен в Аржентина, Боливия, Еквадор, Колумбия, Парагвай и Перу.